# Llista d'episodis de Sylvan
Sylvan és una sèrie d'animació de dibuixos animats creada per Antoni d'Ocon, produïda per D'Ocon Films i coproduïda per la Forta l'any 1989.
La sèrie està ambientada a l'edat mitjana, al regne del Rei Carles, quan tot era màgia i bruixeria. Sylvan, que significa home del bosc, és un jove cavaller que un dia el mag Linmer troba malferit al bosc encantat, serà l'escollit per combatre les forces del mal i convertit en un heroi, lluitarà amb fermesa per garantir la justícia i la llibertat.
Fou estrenada el 12 de setembre de 1995 per TV3, reemetent-se posteriorment en diverses ocasions pel canal K3 i Super3.

## Llista d'episodis

### Primera temporada (1995)
| # | Títol                               | Data d'estrena original |
| --- | ----------------------------------- | ----------------------- |
| 1 | «El fill del bosc»                  | 12 de setembre de 1995  |
| Després que en Linmer, el mag del regne, es trobi en Sylvan mal ferit, el Rei Carles el declara fugitiu de la llei. Més tard, i sota la protecció del seu salvador, el fill del bosc es convertirà en el principal defensor del domini reial contra les Forces del Mal.                                                                          |                                     |                         |
| 2 | «El cant fatal»                     | 13 de setembre de 1995  |
| El Rei Carles, després d'escoltar el cant d'una òliba en ple dia, queda convençut que li ha arribat l'hora de la mort. En lloc d'intentar evitar que s'acompleixi el presagi, es dedica a organitzar els preparatius pel seu enterrament. En Sylvan haurà de protegir el monarca i evitar possibles sorpreses desagradables.                     |                                     |                         |
| 3 | «Pànic al bosc»                     | 14 de setembre de 1995  |
| El malvat Tenebres, sabent que el Rei prepara un dia de cacera al bosc, hi ha enviat l'Èvila i el Cavaller de la Mort per parar-los una trampa fatal. Després d'un malefici diabòlic, el dia es converteix en nit i tot queda a les fosques. Per tornar al castell s'hauran d'enfrontar a un munt de perills. Se'n sortiran?                     |                                     |                         |
| 4 | «On comença l'abisme»               | 15 de setembre de 1995  |
| En Linmer està convençut que la Terra no és tan gran i plana com es pensaven a l'Edat Mitjana. Per aclarir-ho, proposa al Rei Carles que organitzi una expedició a la fi del món. El Rei accepta el suggeriment i decideix enviar-hi en Sylvan i la Princesa Diana.                                                                              |                                     |                         |
| 5 | «Boira maleïda»                     | 18 de setembre de 1995  |
| Al Regne s'hi ha concentrat una boira freda i fosca que va ser creada per les Forces del Mal. La boira va ser expulsada del pantà perquè va permetre que un intrús, en Sylvan, el creués a cavall. Ara la boira demanarà a les Forces del Mal que li donin permís per buscar-lo... El que vol és venjança.                                       |                                     |                         |
| 6 | «L'arca de la felicitat»            | 19 de setembre de 1995  |
| Amb l'ajut d'un encanteri, en Tenebres captura la felicitat de tots els habitants del regne i la tanca dins d'una arca. En Sylvan, lliure dels efectes del malefici, intentarà recuperar-la per fer que el regne torni a saber què és viure amb alegria.                                                                                         |                                     |                         |
| 7 | «El sac de la pesta»                | 20 de setembre de 1995  |
| En Sylvan ensopega amb uns pagesos mig morts que li expliquen com arribar fins a un sac. Quan el troba, veu que hi ha una nota que diu que el sac porta la pesta. Al castell, les Forces del Mal faran tot el possible perquè la malaltia s'escampi per tot el regne.                                                                            |                                     |                         |
| 8 | «El segell reial»                   | 21 de setembre de 1995  |
| La persona que posseeix el Segell Reial és la que té el poder. La Princesa Diana fa una aposta amb en Tenebres i perd el valuós Segell. Ara el que té el poder és en Tenebres, que està decidit a sotmetre el regne, guiat a tota hora per les malèfiques Forces del Mal.                                                                        |                                     |                         |
| 9 | «Ofensa al mal»                     | 22 de setembre de 1995  |
| La maledicció que ha fet la Princesa Diana al Cavaller de la Mort ha provocat la ira a les Forces del Mal. En Tenebres ho té molt bé per venjar-se. Justament avui és el dia del Carnaval, l'excusa ideal perquè no el reconegui ningú, ni tan sols en Sylvan.                                                                                   |                                     |                         |
| 10 | «Tots tenim alguna cosa que amagar» | 25 de setembre de 1995  |
| Tots els habitants del castell tenen alguna cosa per amagar. Això ha fet que algú se n'aprofiti i els faci xantatge. A més, ha arribat el punt en què ningú no es refia de ningú. Aquest ambient de desconfiança ha provocat la desunió entre els cortesans. En Tenebres no deixarà escapar aquesta oportunitat.                                 |                                     |                         |
| 11 | «Amor cec»                          | 26 de setembre de 1995  |
| El Rei Carles s'ha enamorat bojament de l'Èvila, la bruixa que està a les ordres d'en Tenebres. A més, no fa cas dels consells que li donen les persones que se l'estimen i està decidit a casar-s'hi, peti qui peti. Si arribés a contraure-hi matrimoni, podria ser la fi del seu regnat. Ho podrà evitar en Sylvan?                           |                                     |                         |
| 12 | «En penombra»                       | 27 de setembre de 1995  |
| En Tenebres ha aconseguit robar el diari de la Princesa Diana, un dels secrets més ben guardats de tot el regne. El malvat emissari de les Forces del Mal el podria utilitzar per un munt de coses, fins i tot com a arma per causar la ceguera. Com s'ho faran els nostres herois per aturar-lo, si no s'hi veuen?                              |                                     |                         |
| 13 | «Crits a la nit»                    | 28 de setembre de 1995  |
| Els soldats del regne estan ben atemorits. Resulta que de nit hi ha un fantasma que ronda pel castell. Però no és un fantasma qualsevol, no. Es tracta, ni més ni menys, que del fantasma de l'antecessor del Rei Carles, que l'ha vingut a buscar perquè considera que és la vergonya de la dinastia.                                           |                                     |                         |
| 14 | «Angus el covard»                   | 29 de setembre de 1995  |
| El passat d'en Sylvan és tota una incògnita. Per acabar-ho d'adobar, avui ha arribat una nena al castell que l'ha identificat. Està convençuda que és l'Angus, el Covard, príncep d'un regne molt llunyà que va abandonar la seva gent en plena invasió. Pot ser que el nostre heroi, abans fos un covard?                                       |                                     |                         |
| 15 | «Nit en el dia»                     | 2 d'octubre de 1995     |
| Avui hi ha eclipsi de sol. Els camperols, que no n'havien vist mai cap, s'han espantat i no gosen ni sortir de casa. En Tenebres, que sempre està a l'aguait, aprofitarà l'avinentesa per fer-ne una de les seves. Aquesta vegada ningú no li oposarà resistència. Els únics que estan disposats a plantar-li cara són en Sylvan i la Princesa.  |                                     |                         |
| 16 | «El caça-ombres»                    | 3 d'octubre de 1995     |
| Què li passa a l'ombra del Rei Carles? No para de fer bestieses! De cop i volta, un bon dia, desapareix. Quina desgràcia! Si caigués a mans de la persona equivocada podria ser fatal! En Sylvan, la Princesa Diana i en Linmer van de bòlit per trobar-la. En Tenebres, però, té un pla que no li pot fallar. L'ombra del rei ha de ser seva!   |                                     |                         |
| 17 | «Acer reial»                        | 4 d'octubre de 1995     |
| A través de la Cova del Temps, en Sylvan i la Princesa Diana faran un viatge molt especial. Apareixeran, ni més ni menys, que en temps del Rei Artús i els Cavallers de la Taula Rodona, abans que el rei hagués extret l'Excàlibur de la roca. En Tenebres aprofitarà la situació per enviar-hi l'Èvila, evidentment amb males intencions.      |                                     |                         |
| 18 | «Fora la mort, visca la vida!»      | 5 d'octubre de 1995     |
| Com cada any, en Tenebres celebra l'aniversari de la Mort oferint-li una víctima com a sacrifici. Per triar-la, llança una ampolla al riu amb un missatge. La persona que llegeixi la nota, serà l'escollida per al sacrifici. Els nostres amics també corren perill, i molt gran...                                                             |                                     |                         |
| 19 | «Melodia sinistra»                  | 6 d'octubre de 1995     |
| L'Aristos s'ha trobat un llibre que explica la manera de construir un orgue. No s'ho pensa dues vegades i segueix les instruccions. Les intencions potser són bones, però el que no sap és que, en fer-lo sonar, l'instrument es queda amb l'ànima de totes les persones que escolten la melodia, una melodia sinistra...                        |                                     |                         |
| 20 | «Tres verins»                       | 9 d'octubre de 1995     |
| La Princesa Diana, sense saber-ho, es pren la primera dosi d'un verí que és molt addictiu. Al cap d'una estona, se'n pren la segona dosi. Si arribés a prendre's la tercera, les conseqüències serien irreversibles. En Sylvan i el Rei Carles ho hauran d'impedir com sigui, però les Forces del Mal, com sempre, els faran la vida impossible. |                                     |                         |
| 21 | «Dos reis per a un regne»           | 10 d'octubre de 1995    |
| L'os és conegut com el rei del bosc. Això al Rei Carles no li fa gens de gràcia. Més aviat el fa enfilar per les parets. En Sylvan li proposarà que demostri el contrari, perquè quedi ben clar que ell també és qui governa al bosc. Per aconseguir-ho haurà de superar tres proves. Estàs preparat? I el Rei Carles, que ho està?              |                                     |                         |
| 22 | «Amunt la falç!»                    | 11 d'octubre de 1995    |
| El Rei Carles ha decidit apujar els impostos. Evidentment, els camperols no s'ho han agafat gens bé i han començat les protestes. Té dret d'apujar els impostos, el rei? En Sylvan ho té claríssim. Fins i tot ha decidit unir-se a la revolta dels pagesos en contra del Rei Carles. I la Princesa, què hi dirà?                                |                                     |                         |
| 23 | «La darrera voluntat»               | 13 d'octubre de 1995    |
| La Princesa Diana ja ha complert la majoria d'edat. Però no tot són celebracions i crits d'alegria, perquè també ha arribat el moment de complir amb la que va ser l'última voluntat de la seva mare: casar-se amb el príncep del regne veí. |                                     |                         |
| 24 | «Sylvan, l'inseparable»             | 16 d'octubre de 1995    |
| La vida del Prior està en joc. Si en Tenebres guanya la cursa de cavalls, morirà. Si la guanya en Sylvan, tot es quedarà tal com estava. Davant la sorpresa de tothom, en Tenebres, després de perdre la cursa, regala el seu cavall negre a en Sylvan, un regal que pot arribar a ser molt més perillós del que es pensa en Sylvan.             |                                     |                         |
| 25 | «Murmuri de pensaments»             | 17 d'octubre de 1995    |
| Després de beure de la Font del Graal, en Sylvan descobreix que és capaç d'escoltar els pensaments de la gent que l'envolta. D'entrada, li comporta molts avantatges, però de seguida s'adona que també té la seva part negativa. Ara no hi ha ningú que se senti còmode al seu costat. Si les coses no canvien, es quedarà sense amics...       |                                     |                         |

### Segona temporada
| # | Títol                           | Data d'estrena original |
| --- | ------------------------------- | ----------------------- |
| 26 | «El sender escrit»              | 18 de març de 1999      |
| El Prior, que sempre està rebuscant pels seus llibres, ha descobert un manuscrit molt antic que podria portar conseqüències inesperades. Més tard, s'adona que l'escrit assegura que en Sylvan i la Princesa Diana són germans. El passat incert del nostre heroi li ha tornat a jugar una mala passada.                                         |                                 |                         |
| 27 | «La mateixa sang»               | 24 de març de 1999      |
| Arrel d'una falsa profecia sobre l'origen d'en Sylvan, que afirma que és fill del Rei Carles, l'amistat entre el nostre heroi i la Princesa Diana comença a estar en perill. Si els fets no s'aclareixen ben aviat, les conseqüències podrien ser imprevisibles.                                                                                 |                                 |                         |
| 28 | «Tro de guerra»                 | 25 de març de 1999      |
| El Rei Carles no està disposat a acceptar la invitació que li ha fet el Rei de Groenlandes, entossudit a convidar-lo a un sopar vegetarià. Amb això, el monarca de Groenlandes, n'ha tingut prou per declarar-li la guerra al Rei Carles. De fet, no cal tenir gaires motius per declarar la guerra. Només cal tenir ganes de fer-la.            |                                 |                         |
| 29 | «La Bèstia de Carnac»           | 1 de maig de 1999       |
| Avui, com de costum, en Tenebres, ajudat per la bruixa Èvila, intentarà tornar a destorbar la pau i la tranquil·litat del regne. Per fer-ho, despertaran la Bèstia de Carnac, un monstre totalment desconegut que viu al bosc. En Sylvan, la Princesa Diana i els soldats encara no saben a què s'hauran d'enfrontar...                          |                                 |                         |
| 30 | «Gegantina»                     | 2 de maig de 1999       |
| La llegenda de la Gran Balança diu que el pes del rei ha de ser el mateix que el pes dels tresors del regne.Si els tresors pesen més, vol dir que el rei és un incompetent, però si pesen menys, vol dir que és un avariciós i que és injust amb el poble. Avui, el rei, que ja saps que li agrada molt menjar, haurà de passar la prova de foc. |                                 |                         |
| 31 | «El Totpoderós Cavaller Sylvan» | 8 de maig de 1999       |
| En Sylvan ja era conegut a tot el regne pel seu coratge i les seves gestes. Ara, però, la seva fama s'ha estès per tot el país. És tan famós, que fins i tot ha rebut una oferta molt temptadora del Rei de Responden, una oferta que no podrà rebutjar. A partir d'ara serà el Totpoderós Cavaller Sylvan!                                      |                                 |                         |
| 32 | «Cos i ànima»                   | 9 de maig de 1999       |
| Al Rei Carles li agradaria que la seva filla, la Princesa Diana, es comportés d'una manera més femenina. Però és clar, si ha d'anar vestida com una princesa, com s'ho farà per lluitar, que en el fons és el que li agrada? L'encanteri que li farà la bruixa Èvila a la nostra heroïna està a punt de canviar moltes coses...                  |                                 |                         |
| 33 | «Transylvanat»                  | 15 de maig de 1999      |
| En Tenebres ha tornat a crear un altre pla malèfic. Aquesta vegada no pot fallar. Amb la sang contaminada que ha aconseguit l'Èvila a Transsilvània, transformarà en Sylvan en un vampir. Aleshores tindrà via lliure per conquerir tot el regne. La princesa, mentrestant, ha demanat que vol veure en Sylvan...                                |                                 |                         |
| 34 | «Oci perillós»                  | 16 de maig de 1999      |
| El 1196 la gent detestava treballar. Un encanteri de l'Èvila farà que als habitants del regne els passin les ganes de fer absolutament res. Aprofitant que el poble es incapaç de moure un sol dit, en Tenebres no deixarà passar l'oportunitat d'envair el regne. El podran aturar els nostres herois?                                          |                                 |                         |
| 35 | «El jurament del cavaller»      | 22 de maig de 1999      |
| De la mateixa manera que la Victòria, la primera dona que va ser nomenada Cavaller, la princesa Diana ha demanat permís al seu pare, el Rei Carles, per realitzar el viatge d'iniciació per arribar també a ser Cavaller. El Rei només li imposa una condició: l'hi haurà d'acompanyar en Sylvan.                                                |                                 |                         |
| 36 | «Llei de vida»                  | 23 de maig de 1999      |
| Tothom sap que els mags, com en Linmer, tenen una esperança de vida més llarga que la de la gent normal. Però el mags també saben que el dia que veuen un rat-penat albí, vol dir que comencen a tenir els dies comptats. Pot ser que aviat ens hàgim d'acomiadar d'en Linmer? O és una falsa alarma?                                            |                                 |                         |
| 37 | «Vist i no vist»                | 29 de maig de 1999      |
| Com cada any, el Rei i la Princesa han de fer el bany reial. Abans, però, el Rei vol capturar en Sylvan, perquè està convençut que farà tot el que calgui per veure la Diana al Llac de la Princesa. Mentrestant, en Tenebres aprofitarà la situació per fer-ne una de les seves.                                                                |                                 |                         |
| 38 | «L'altre»                       | 30 de maig de 1999      |
| En Sylvan i la Diana ja han fet 999 gestes. Només els en falta una perquè els nomenin Cavallers Reials. D'entrada, sembla molt fàcil, però de sobte apareix el Cavaller d'Or, decidit a fer-los la vida impossible. Sembla que aquesta darrera gesta serà la més complicada de totes.                                                            |                                 |                         |
| 39 | «El que és i el que sembla ser» | 5 de juny de 1999       |
| En Sylvan està convençut que la Princesa Diana és una lladre. Ha vist amb els seus propis ulls com venia les joies del Tresor Reial a l'Èvila i a en Greedo. Encara que sembla tan evident, en Sylvan podria estar equivocat. De vegades, no tot és el que sembla ser.                                                                           |                                 |                         |
| 40 | «Saturn i el rei»               | 6 de juny de 1999       |
| La llegenda diu: "Els anells de Saturn, cada 300 anys se'n van de vacances durant cinc dies. Durant aquests cinc dies cap rei no pot fer-se càrrec del seu tron, però qualsevol persona que aconsegueixi mil mèrits, pot aspirar a ell." |                                 |                         |
| 41 | «El millor invent d'en Linmer»  | 12 de juny de 1999      |
| Hi ha invents útils, n'hi ha d'inútils, i també hi ha els d'en Linmer. L'últim és l'auto rodant, un cotxe prehistòric que no es mou ni per art de màgia. Trist, fracassat i ignorat pel rei, en Linmer ha decidit abandonar el regne... per sempre?! Ho permetran els seus companys?                                                             |                                 |                         |
| 42 | «Un drap al vent»               | 13 de juny de 1999      |
| La bandera del regne s'ha cremat per culpa d'un llamp. El Rei ha decidit modernitzar-la i ha organitzat una competició oberta a tothom. Finalment, la bandera guanyadora és la que ha fet en Greedo. Però com és que a la bandera només hi surt la cara del rei?                                                                                 |                                 |                         |
| 43 | «El vassall»                    | 19 de juny de 1999      |
| 44 | «Avui per sempre»               | 20 de juny de 1999      |
| 45 | «Dolça i clara»                 | 26 de juny de 1999      |
| 46 | «Insolència perillosa»          | 3 de juliol de 1999     |
| 47 | «El més fervent admirador»      | 4 de juliol de 1999     |
| 48 | «El darrer Nadal»               | 10 de juliol de 1999    |
| 49 | «A cos de rei»                  | 11 de juliol de 1999    |
| 50 | «Jo recordo, tu recordes»       | Sense anunciar          |
| 51 | «El conte de la neboda perduda» | Sense anunciar          |
| 52 | «Nit eterna»                    | Sense anunciar          |
| 53 | «Llengua viperina»              | Sense anunciar          |
| 54 | «Oblidat»                       | Sense anunciar          |
| 55 | «L'estigma del covard»          | Sense anunciar          |
| En Sylvan, sense voler, fereix el comte Greedo amb una fletxa. El sentiment de culpabilitat fa que accedeixi a complir tots els desitjos del comte. Fins i tot li arriba a prometre que no agafarà mai més cap arma. El Rei, en comprovar que és un covard, el desposseeix de la condició de Cavaller.                                           |                                 |                         |
| 56 | «El fill baró»                  | Sense anunciar          |
| El Rei Carles sempre ha desitjat tenir un fill. Casulament, un nen orfe li salva la vida i el monarca l'adopta com a fill seu. Evidentment, en Tenebres té molt a veure amb l'aparició del menut, i està decidit a fer-se amo i senyor de tot el regne.                                                                                          |                                 |                         |
| 57 | «Noces irreals»                 | Sense anunciar          |
| Com cada any, per l'aniversari de la mort de la seva mare, la Diana ha pujat a la muntanya més alta per sentir-se més a prop d'ella. Més tard, ha somiat que es casava amb en Tenebres. Segons en Linmer, els somnis són premonicions que sempre acaben complint-se.                                                                             |                                 |                         |
| 58 | «Escrit al cel»                 | Sense anunciar          |
| Hi ha tres coses que la gent no es cansa mai de mirar: el foc, el mar i el firmament. Precisament del cel, n'ha caigut un estel al bosc. Segons en Linmer, és una benedicció pels que l'han vist caure, i aquell que en reuneixi tots els trossos, tindrà el món als seus peus.                                                                  |                                 |                         |